# مارشال براون
مارشال براون (بالإنجليزية: Marshall Browne)‏ (27 نوفمبر 1935، ملبورن في أستراليا - 14 فبراير 2014، ملبورن في أستراليا)؛ روائي أسترالي.